# 215e régiment d'infanterie
Pour les articles homonymes, voir 215e régiment.
Le 215e régiment d'infanterie (215e RI) est un régiment d'infanterie de l'Armée de terre française constitué en 1914 avec les bataillons de réserve du 15e régiment d'infanterie.
À la mobilisation, chaque régiment d'active créé un régiment de réserve dont le numéro est le sien plus 200.

## Création et différentes dénominations
- août 1914 : 215e régiment d'infanterie
- septembre 1918 : dissolution
- 1939 : nouvelle formation
- 1940 : dissolution

## Chefs de corps
- 6 août - 8 septembre 1914 : colonel Gadel.
- décembre 1914 : Lieutenant-colonel Tref.
- 1939 - : Lieutenant-colonel de Branges de Bourcia.

## Historique des garnisons, combats et batailles du 215e RI

### Première Guerre mondiale

#### Affectation
- Casernement Albi, 132e brigade d'infanterie, 66e division de réserve, 16e Région.
- 66e division d'infanterie d'août 1914 à décembre 1914.
- 41e division d'infanterie jusqu'en juin 1916.
- 161e division d'infanterie jusqu'à septembre 1918.

#### 1914
- Mulhouse...Les Vosges...
- Époque de repos du 17 décembre 1914 au 13 février 1916. (Le régiment tint le secteur de la rive droite de la Fave, il cantonne dans la région de Denipaire à Saint-Blaise).

#### 1917
- Bataille du Chemin des Dames...Coucy...

#### 1918
- 4e bataille de Champagne...
- Le régiment est dissous en septembre 1918, une partie des hommes du régiment sont dirigés au 339e régiment d'infanterie.
- État récapitulatif des pertes du 215e RI depuis le 14 août 1914 au 27 septembre 1918.

Tués : 16 officiers, 346 hommes de troupe.

blessés : 24 officiers, 1 697 hommes de troupe.

disparus : 23 officiers, 1 103 hommes de troupe.

### Seconde Guerre mondiale
Le 215e régiment d'infanterie est recréée en septembre 1939. Sous les ordres du lieutenant-colonel de Branges de Bourcia, il appartient à la 66e division d'infanterie alpine.

### De 1945 à nos jours

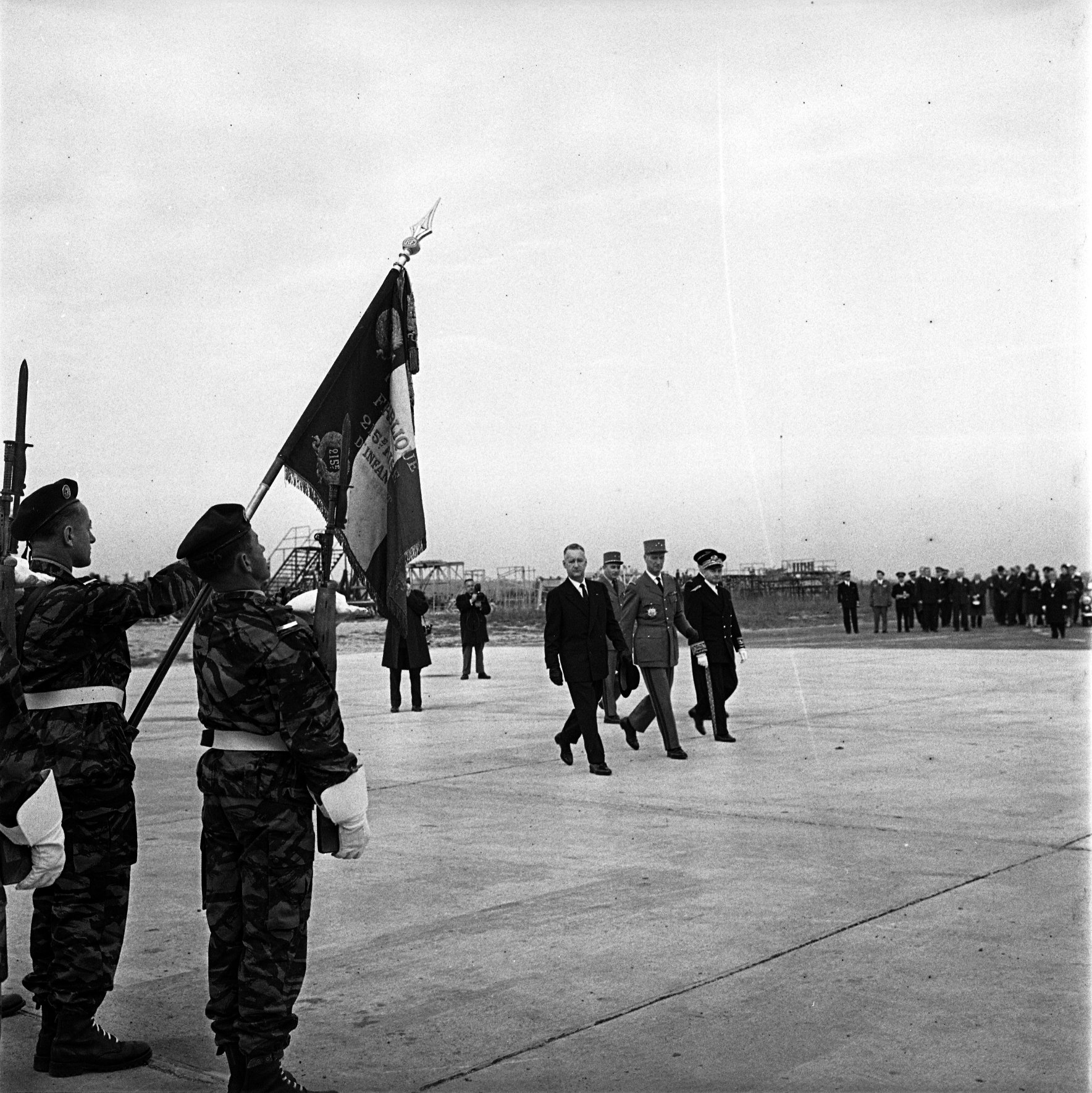
Le drapeau du régiment lors d'une cérémonie le 3 novembre 1961 avec Pierre Messmer.

## Drapeau
Il porte, cousues en lettres d'or dans ses plis, les inscriptions suivantes :
- L'Aisne 1917
- Prosnes 1918

## Décorations décernées au régiment
Pas de citation du régiment à l'ordre de l'armée, mais plusieurs citations de bataillons.

### Insigne
Losange doré tronqué tête de loup noire rouge blanche sigle rouge blanc.

## Personnalités ayant servi au215eRI
- Gaston Icart (1893-1975), poète, fondateur de la revue littéraire Le Domaine
- Jean Fontaine-Vive (1895-1917), sous-lieutenant au régiment, tué au Chemin des Dames le 2 août 1917, poète inscrit au Panthéon parmi les 560 écrivains morts pour la France.

### Sources et bibliographie
- « La bataille des Alpes 1939/1940 », revue Gazette des Uniformes HS no 10)
- Sergent Charles Severac, Carnet de Route, (août 1914 - avril 1915)